# Калюс (річка)
Ка́люс — річка в Україні, у межах Хмельницького та Кам'янець-Подільського районів Хмельницької області, друга історична назва Bistriska (за Бопланом). Ліва притока Дністра (басейн Чорного моря).

## Опис
Довжина 64 км, площа басейну 390 км². Долина V-подібна, завширшки від 0,4 до 1 км, у пониззі долина місцями каньйоноподібна. Річище помірно звивисте, у пониззі губиться в заболоченій заплаві. Ширина річки від 2 до 15 м. Похил річки 3,4 м/км. Є ставки.

## Розташування
Калюс бере початок на північний захід від села Слобідка-Охрімовецька. Тече на південь. Впадає до Дністра на південний захід від села Рудківці. 
Над річкою розташовані смт Віньківці та Нова Ушиця, а також Калюський ландшафтний заказник.

## Притоки
- Калюсик, Батіг (ліві).